# Dorfkirche Groß Trebbow

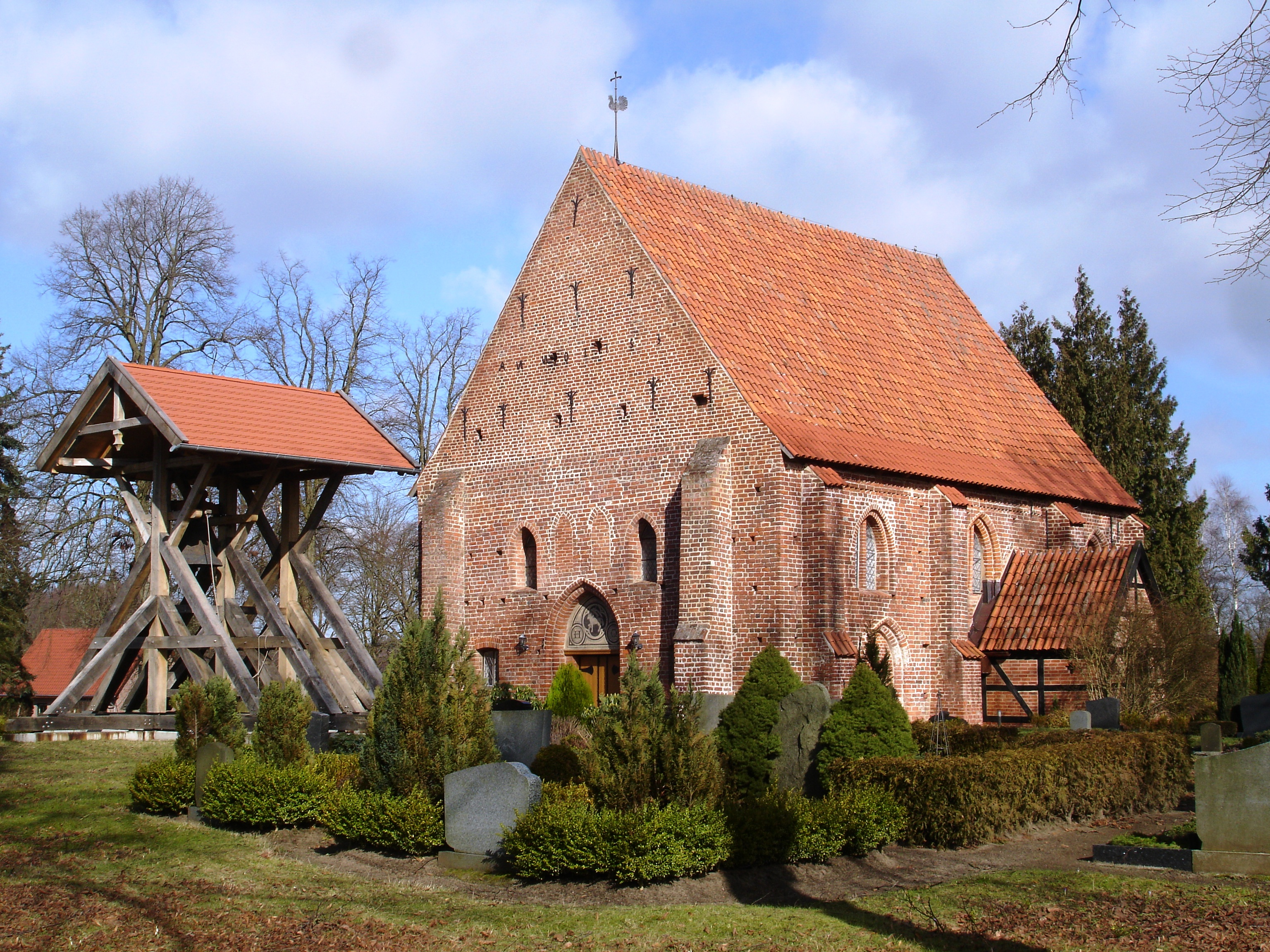
Kirche in Groß Trebbow (2013)

Die Dorfkirche Groß Trebbow ist ein evangelisch-lutherisches Kirchengebäude in Groß Trebbow, einem Ortsteil der Gemeinde Klein Trebbow im Landkreis Nordwestmecklenburg (Mecklenburg-Vorpommern). Sie gehört zur Kirchengemeinde Groß Trebbow in der Propstei Wismar des Kirchenkreises Mecklenburg in der Nordkirche.

## Geschichte
Groß Trebbow wurde erstmals urkundlich 1262 als Tribbowe erwähnt. Graf Gunzelin III. zu Schwerin schenkte dem Schweriner Dom als Eigentum die Güter zu Groß Trebbow, mit welchen der Domherr Johann von Everinge eine Vikarie im Dom stiftete. Wie die Herren von Stuke auf Stück (Kirch Stück) waren die von Trebbow auf Groß und Klein Trebbow ansässig. Bei einem weiteren Vergleich erhielt der Graf zu Schwerin Klein Trebbow vom Bischof als Lehn.

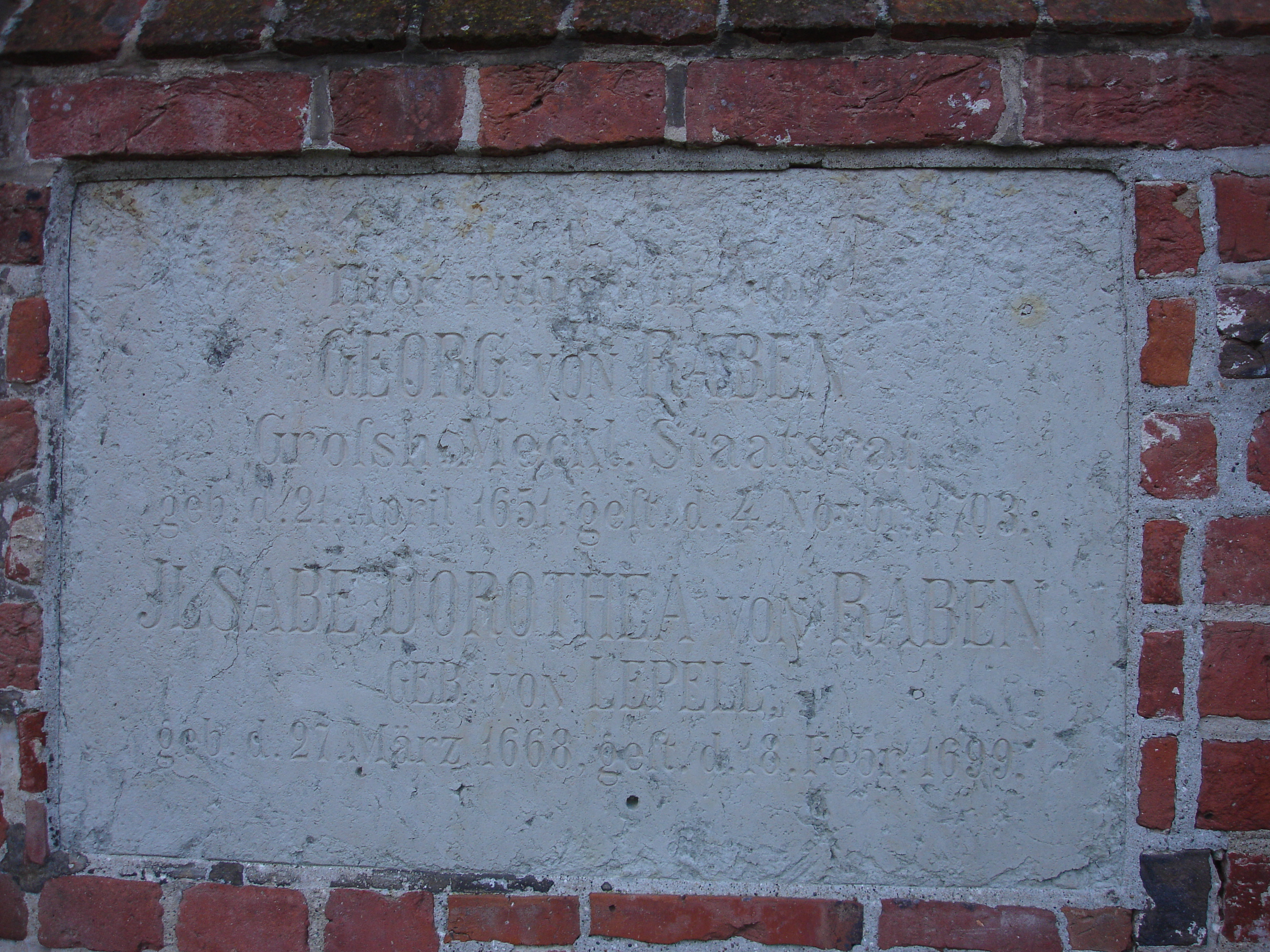
Grabplatte von Georg und Ilsabe Dorothea von Raben (2013)

Um 1358 waren die herzoglichen Vasallen der Familie Knop im Güterverband von Trebbow zu finden und ab 1418 erhandelt Heinrich von Raben neben Kirch Stück auch Groß und Klein Trebbow von Kurt von Oertzen, dem Gemahl der Erbtochter Margaretha von Knop. Unter dem mittleren Fenster auf der Nordseite der Kirche ist eine Grabplatte mit folgender Inschrift eingelassen: Georg von Raben, Grossherzogl. Mecklenb. Staatsrat geb. 21. April 1651, gest. 4. November 1703 und Ilsabe Dorothea von Raben, geb. von Lepell, geb. 27. März 1668, gest. 18. Februar 1699. Die Familien von Raben blieben bis 1720 auf Groß Trebbow. Danach wurden die Grafen von Schmettau Rechtsnachfolger.

## Baugeschichte
Die Dorfkirche in Groß Trebbow ist ein schlichter Kirchenbau der Backsteingotik. Urkundlich ist der Kirchbau nicht belegt, der Dachstuhl wird jedoch durch ein dendrochronologisches Gutachten auf 1402 datiert. Nach dem Visitationsprotokoll von 1541 war die Kirche dem heiligen Pankraz gewidmet. Die Kirche ist ein polygonal geschlossener Backsteinbau, der in nachmittelalter Zeit mehrfach baulich instand gesetzt wurde und am Ende des 17. Jahrhunderts an der Südseite durch den Anbau einer kleinen Fachwerksvorhalle erweitert wurde.
Von 1968 bis 1969 wurde das Kirchendach mit Mönch-Nonen-Dachziegeln neu eingedeckt. Eine Gesamtsanierung erfolgte von 2001 bis 2003. Eine innere Renovierung wurde 2006 durchgeführt.

## Baubeschreibung

### Äußeres

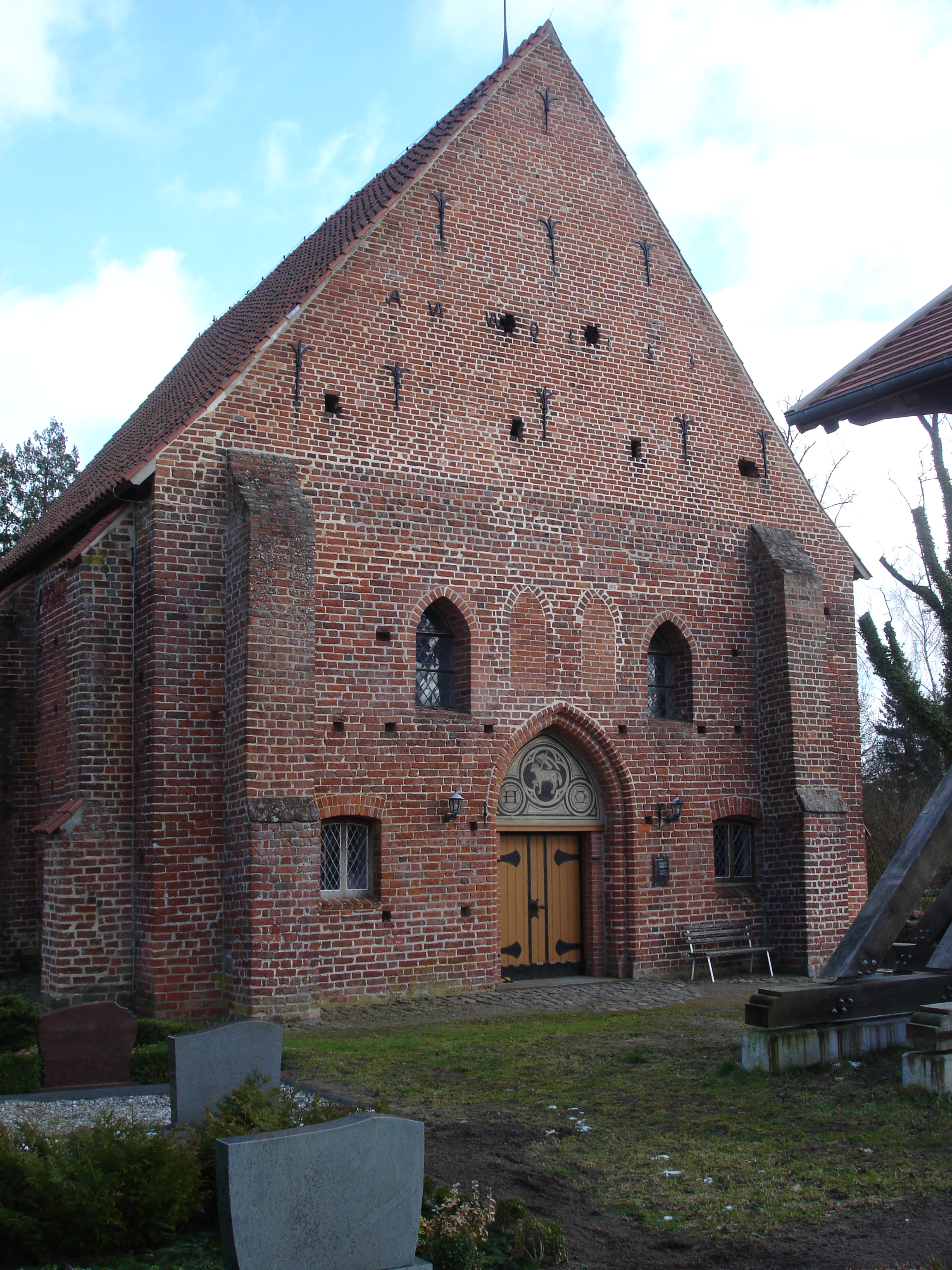
Westgiebel (2013)

Das einschiffige flachgedeckte Langhaus mit fünfseitigem Ostschluss hat keinen Kirchturm. Die Glocke hängt westlich der Kirche im freistehenden Glockenstuhl. Die abgetreppten Strebepfeiler an der Nord- und Südseite sowie am Chor deuten auf eine geplante Einwölbung hin. Das Walmdach wurde mit Mönch-Nonnen-Ziegeln eingedeckt. Das Gesims ist als horizontales Schmuckband mit einem Zahnfries, dem Deutschen Band, ausgebildet worden. An der Südseite steht ein Fachwerkanbau. Das Putzbild über dem spitzbogigen Eingang des Westportals zeigt das Siegeslamm als Christussymbol.
Die Jahreszahl 1753 am Westgiebel deutet auf eine umfassende Instandsetzung in diesen Jahren hin.

### Inneres
Der Innenraum ist ein flachgedeckter Backsteinsaal. Strebpfeiler lassen annehmen, dass der Einzug eines Gewölbes geplant war.
Der Reiz des Innenraumes geht von der einheitlichen barocken Ausstattung aus.
Bemerkenswert das Ensemble aus Kanzel mit Beichtstuhl und dem Altar. Offensichtlich wurde im 17. Jahrhundert der historische Aussagewert der wenigen nach dem Dreißigjährigen Krieg erhalten gebliebenen Kunstgegenstände in der Kirche unterschätzt, wenn man diese 1876 als bemerkenswertlos und 1898 von geringer Bedeutung nennt.
Von der älteren vorreformatorischen Ausstattung der Kirche ist ein kleiner ausdrucksvoll geschnitzter Kruzifix aus der zweiten Hälfte des 15. Jahrhunderts erhalten geblieben. In den Chorfenstern haben sich drei kleine Kabinettscheiben vom Ende des 17. Jahrhunderts mit Heiligen und Wappen erhalten.

#### Altar
Die im barocken Altaraufsatz befindlichen Gemälde wurden 1691 vom Wismarer Meister Johannes Friedrich Wilde geschaffen. Das ikonographische Programm ist auf die Geburt, das Leiden, die Auferstehung und Himmelfahrt Christi ausgerichtet. Im Zentrum steht das Abendmahl, in der Predella ist die Auferstehung, im Auszug die Himmelfahrt Christi und in den Wangen Jesu Gebet im Garten Gethsemane und die Kreuzigung zu sehen.
Durch die Restauratorin Kathrin Lau wurde der Altar vom Juli bis November 2013 umfassend restauriert.

#### Kanzel
Die von Johannes Friedrich Wilde 1689 in ähnlichen Stilformen geschaffene Kanzel ist mit einem Bild des richtenden Christus zwischen den sieben Leuchten an der Rückwand, den Darstellungen der Evangelisten am Aufgang und am angebauten Beichtstuhl mit Bildern des Salvators, Moses und Johannes des Täufers; die Brüstung des Kanzelkorbes schmückt bäuerliche Rankenmalerei.

#### Orgel

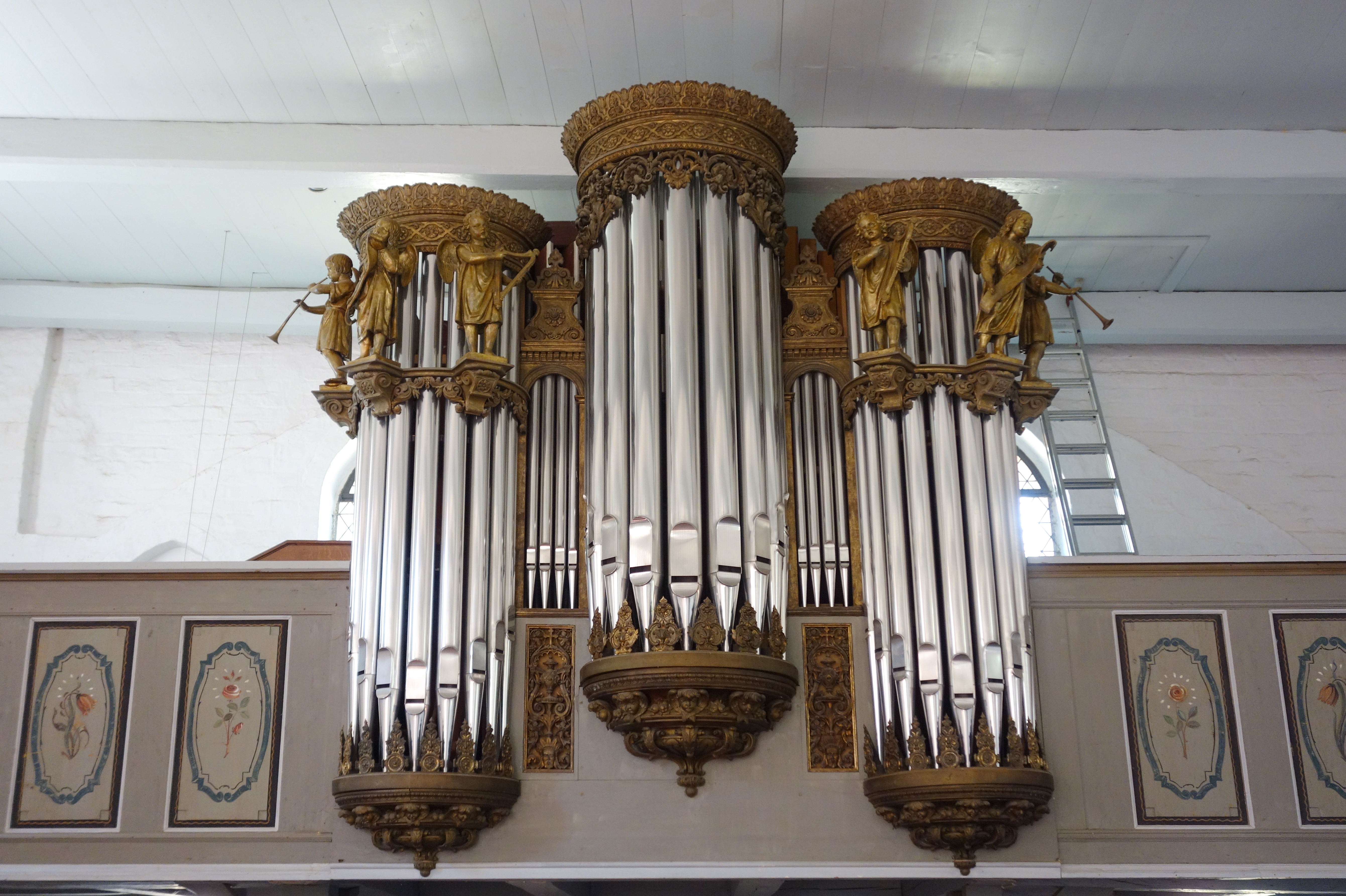
Friese-Orgel von 1855

Die Orgel wurde 1855 durch Friedrich Friese II für die Schweriner Schlosskirche gebaut. Sie verfügt über 14 Register auf zwei Manualen und Pedal. Der Orgelprospekt mit Figuren, Ranken und Schleierbrettern aus gefassten Pappmaché entwarf der Hofbaurat Hermann Willebrand und fertigte Gustav Willgohs. 1874 wurden auf großherzoglichen Befehl durch Friedrich Friese III an der Orgel Veränderungen vorgenommen.
Als für die Schlosskirche durch den Orgelbauer Marcus Runge 1913 eine neue Orgel gebaut wurde, erwarb der Kammerherr Ulrich von Barner die Friese-Orgel für die Kirche von Groß Trebbow. Während der Wiederaufstellung in der kleinen Dorfkirche mussten durch Marcus Runge technische Umbauten und kleinere Veränderungen vorgenommen werden. 2008 erfolgten durch den Rostocker Orgelbaumeister Johann-Gottfried Schmidt an diesem Instrument wieder umfassende Restaurierungsarbeiten.

#### Glockenstuhl mit Glocke

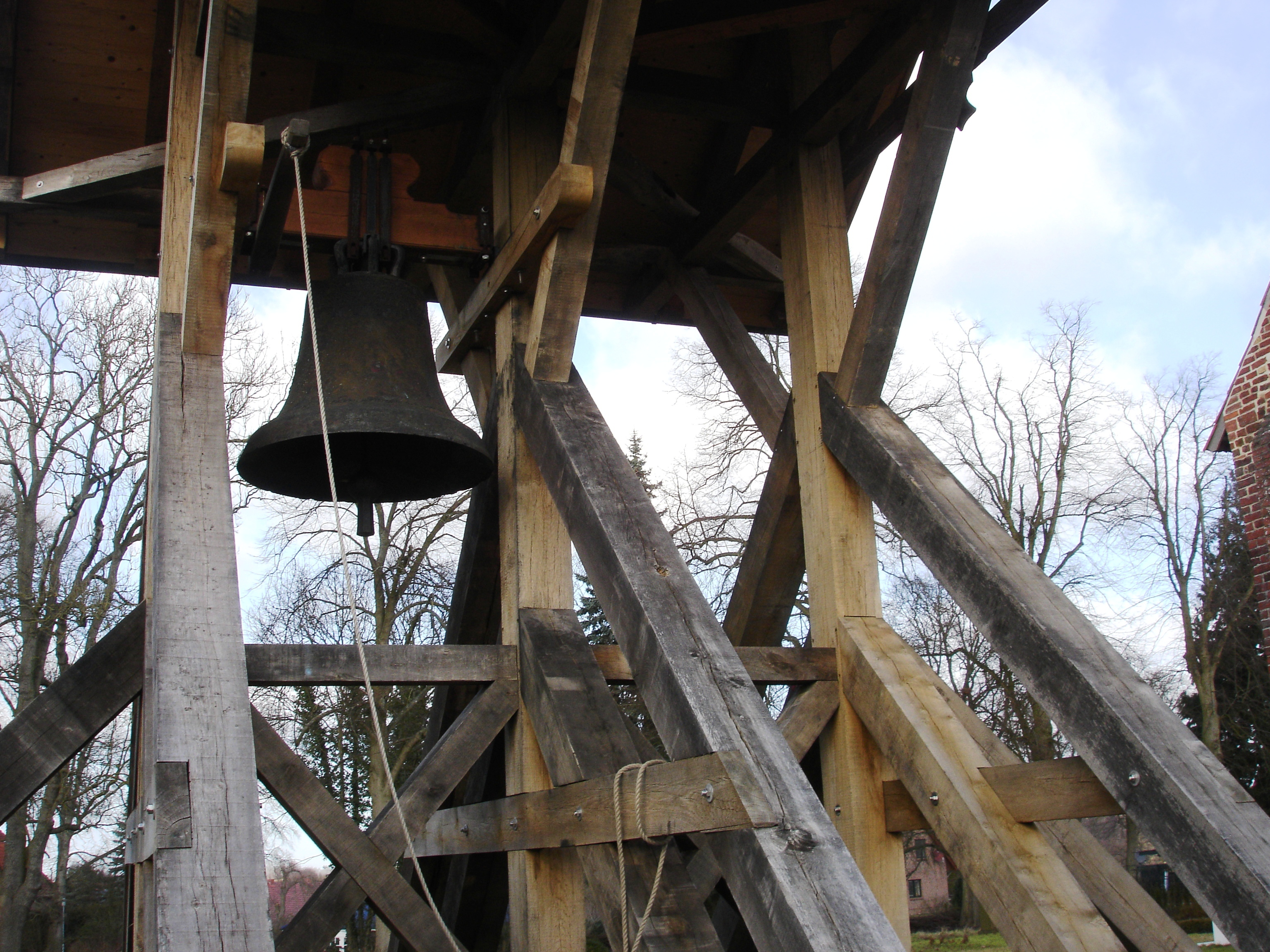
Glockenstuhl (2013)

An der Westwand der Kirche erhebt sich anstelle eines Turmes ein hölzerner Glockenstuhl, wahrscheinlich eine Zimmermannsarbeit aus dem 17. oder 18. Jahrhundert, die mehrfach erneuert werden musste. 2011 durch die Zimmerleute der Bauhütte Schwerin-Neumühle. Die einzige Glocke hatte 1650 der Schweriner Hein van Damm gegossen. Die Inschrift auf der Glocke weist auf das Ende des Dreißigjährigen Krieges hin: Im Sechtehn Hundersn Achtehden Jhar, gros Krige Unruh in Bomen war, brach dorch ins ganze Romiske Reich, verhert verwustet Reich arm zugleich, wehret bis verflosen Viezigk Neun, so lang musten wihr im Elend sein, da Got der Here aus lauter Gnad, den lang gewunskten Frieden gab, ADOLF FRIEDRICH. Unten am Schlagring steht: In Gottes Namen bin ich geflosen, Hein vam Dam hat mich gegossen, ANNO 1650 Renovate sunt hae Campane Sverins.
Die Glocke ist ein wertvolles kulturgeschichtliches Denkmal, denn ihre Inschrift nimmt Bezug auf die Leiden des 1648 beendeten Dreißigjährigen Krieges und auf den Westfälischen Frieden.

## Pastoren
Namen und Jahreszahlen bezeichnen die nachweisbare Erwähnung als Pastor.
- 1585–1622 Nikolaus Bartoldi
- 1653–1682 Albertus Massdorf
- 1682–1721 Georg Pehle`
- 1721–1745 Ulrich Matthias Pehle, Sohn von Georg Pehle.
- 1745–1775 Ernst Zacharias Evers
- 1775–1823 Heinrich Christian Wietz
- 1855–1883 Ernst Hans Magnus Wilhelm August Staak, vorher Mühlen Eichsen.[11]
- 1883–1888 Friedrich Jacob Tönnies Nicolaus Möller.[12]
- 1888–1909 Thomas Adolph Georg Ulrich Schmidt, vorher in Grabow.[13]
- 1909–1930 Richard Carl Friedrich Ernst Haack, 1904 Lehrer am Gymnasium in Schwerin.[14]
- 1932–1936 Fritz Johann Heinrich Laudan, 1931 Vikar.[15]
- 1936–1958 Martin Wilhelm Friedrich Otto Richard Wagner, danach Pokrent.[16]
- 1958–1971 Gerhard Meyer.
- 1974–1979 Jürgen Baumgart.
- 1981–1987 Winfried Bojack.

## Heutige Kirchengemeinde
Die Kirchengemeinde Groß Trebbow gehört durch Zusammenschluss mit der Kirchengemeinde Alt Meteln und der Kirchengemeinde Cramon seit Januar 2014 zur „Kirchengemeinde Alt Meteln–Cramon–Groß Trebbow“ mit insgesamt fünf Kirchen. Die Verwaltung sitzt im Pfarrhaus von Alt Meteln. Zu Groß Trebbow gehört die Kirche in Kirch Stück.

### Ungedruckte Quellen
- Landeshauptarchiv Schwerin (LHAS)
  - LHAS 5.12-3/1 Mecklenburg-Schwerinsches Ministerium des Innern
  - LHAS 5.12-4/3 Ministerium für Landwirtschaft, Domänen und Forsten, Abt. Siedlungsamt
  - LHAS 5.12-7/1 Mecklenburg-Schwerinsches Ministerium für Unterricht, Kunst, geistliche und Medizinalangelegenheiten
  - LHAS 9.1-1 Reichskammergericht Prozeßakten, 1495–1806
- Landeskirchliches Archiv Schwerin (LKAS)
  - LKAS, OKR Schwerin, Kirchenbücher 1707–1875
  - LKAS, OKR Schwerin, Specialia, Abt. 2. Groß Trebbow 1771–1931, Patronat, Besetzung Pfarre, Visitationsprotokolle
  - LKAS, OKR Schwerin, Pfarrarchiv Groß Trebbow 1719–1787
  - LKAS, OKR Schwerin, Mecklenburg-Schwerinsches Finanzministerium, Abt. Hochbau, Patronatsbauakten Groß Trebbow 1870–1932

### Gedruckte Quellen
- Mecklenburgisches Urkundenbuch (MUB)
- Mecklenburgische Jahrbücher (MJB)